# 棱边蟹属
棱边蟹属（学名：Xanthasia）是豆蟹科的一属。

## 下属物种
本属包括以下物种：
- 棱边蟹 Xanthasia murigera White, 1846